# Janalynn Castelino
Janalynn Joseph Castelino, cunoscută sub numele de Janalynn, (n. 18 octombrie 1998) este o cântăreață pop, compozitoare și medic italo-indian. Cunoscută pentru gama sa vocală largă, muzica ei este descrisă ca un amestec de elemente pop și R&B.

## Discografie
Albume de studio/Single
- Bella Ci Dormi - 2023
- O Come All Ye Faithful - 2023
- Jesu Salvator Mundi - 2024
- The Old Rugged Cross - 2024
- Parce Domine - 2024
- Drama - 2024